# Геррік Тауншип (округ Бредфорд, Пенсільванія)
Геррік Тауншип (англ. Herrick Township) — селище (англ. township) в США, в окрузі Бредфорд штату Пенсільванія. Населення — 737 осіб (2020).

## Демографія
Згідно з переписом 2010 року, у селищі мешкали 754 особи в 284 домогосподарствах у складі 210 родин. Було 346 помешкань
Расовий склад населення:
| - 98,7 % — білих - 0,5 % — чорних або афроамериканців - 0,1 % — азіатів |

До двох чи більше рас належало 0,5 %. Частка іспаномовних становила 1,5 % від усіх жителів.
За віковим діапазоном населення розподілялося таким чином: 25,5 % — особи молодші 18 років, 56,7 % — особи у віці 18—64 років, 17,8 % — особи у віці 65 років та старші. Медіана віку мешканця становила 40,3 року. На 100 осіб жіночої статі у селищі припадало 101,6 чоловіків;  на 100 жінок у віці від 18 років та старших — 104,4 чоловіків також старших 18 років.
Середній дохід на одне домашнє господарство  становив 74 431 долар США (медіана — 64 375), а середній дохід на одну сім'ю — 82 747 доларів (медіана — 66 042). Медіана доходів становила 49 643 долари для чоловіків та 40 625 доларів для жінок. За межею бідності перебувало 14,1 % осіб, у тому числі 16,5 % дітей у віці до 18 років та 4,1 % осіб у віці 65 років та старших.
Цивільне працевлаштоване населення становило 221 особа. Основні галузі зайнятості: виробництво — 19,5 %, роздрібна торгівля — 16,7 %, освіта, охорона здоров'я та соціальна допомога — 14,5 %.